# Diane Edelijn

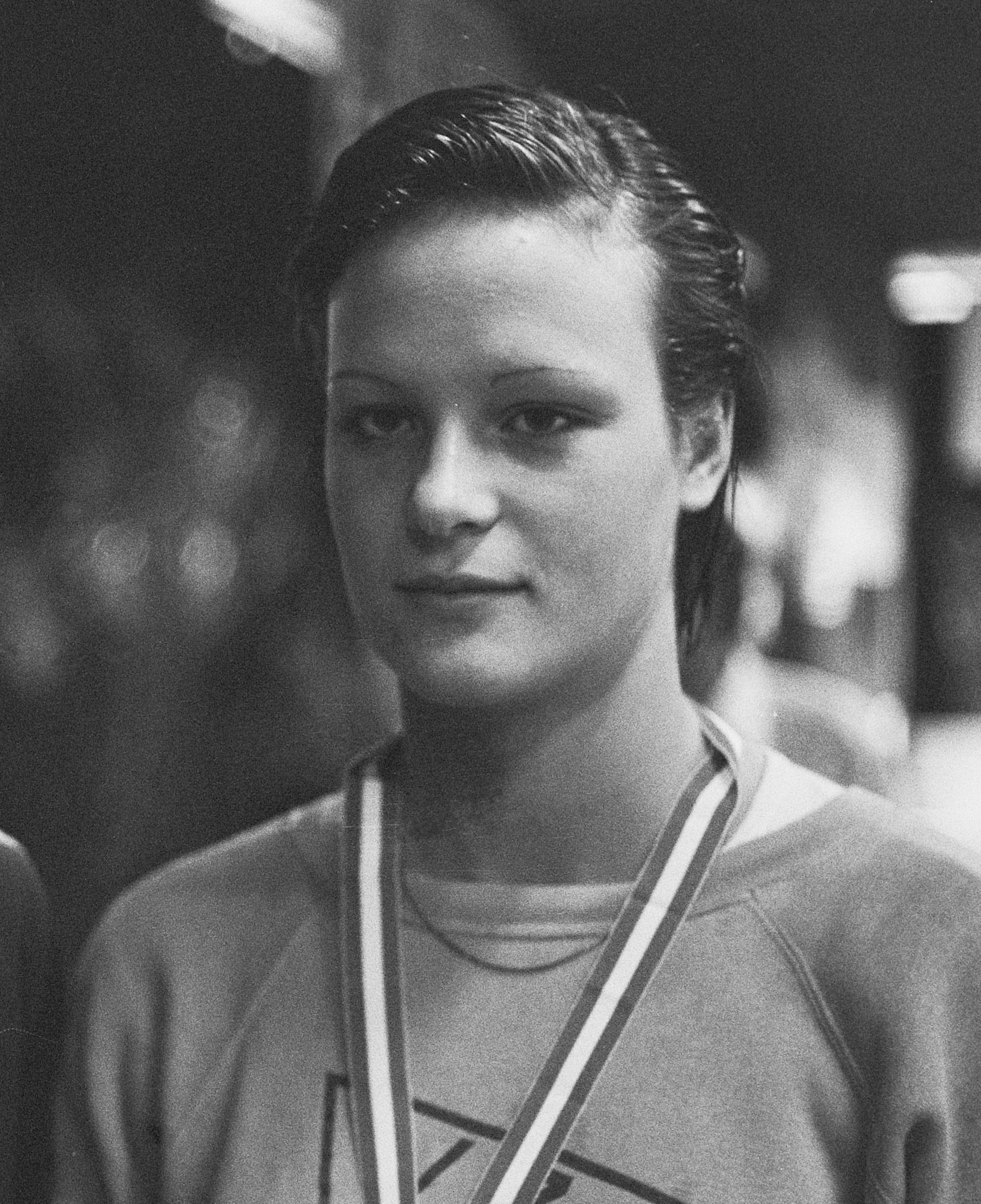
Diane Edelijn in 1977

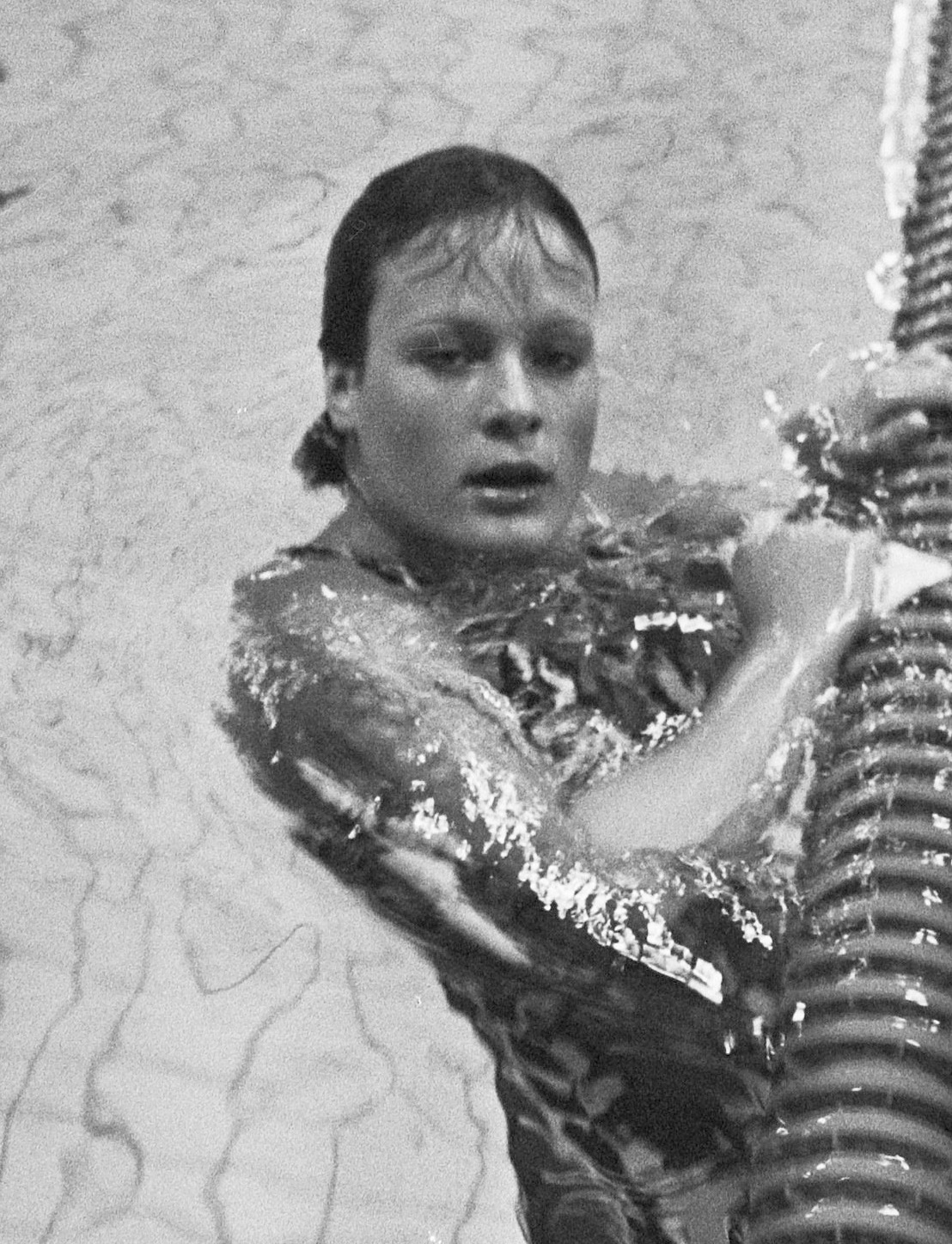
Diane Edelijn in 1977

Diane Hendrina Edelijn (Hoogvliet, 12 juni 1960) is een voormalig topzwemster, die namens Nederland eenmaal deelnam aan de Olympische Spelen: 'Montreal 1976'
Edelijn, lid van VZC Vlaardingen, kwam in de grootste stad van Quebec uit op zowel de 100 als de 200 meter rugslag. Op het eerste nummer drong ze door tot de finale, waarin ze als achtste eindigde in een tijd van 1.05,63. Op de dubbele afstand sneuvelde Edelijn met de vijftiende tijd (2.22,77) reeds in de series. 
Als lid van de estafetteploeg op de 4x100 meter wisselslag eindigde ze op de vijfde plaats (4.19,93), waarbij Edelijn als startzwemster een tijd van 1.05,11 neerzette. Haar collega's in die race waren schoolslagspecialiste Wijda Mazereeuw (1.13,36), vlinderslagzwemster José Damen (1.05,16) en vrije-slagsprintster Enith Brigitha (56,30).